# Katwijk-Noord
Katwijk-Noord, voorheen Hoornes-Rijnsoever en soms ook als Katwijk Noord geschreven, is de noordelijkste kern in de plaats Katwijk in de Nederlandse provincie Zuid-Holland, met 13.300 inwoners. De gemeente Katwijk beschouwt het als de vijfde kern van de gemeente. Voor de kern de naam Katwijk-Noord kreeg, viel het onder Katwijk aan Zee.
Katwijk-Noord bestaat uit de naoorlogse wijken Hoornes en Steenoven, de wijken Rijnsoever-Oost en Rijnsoever-West, beide voornamelijk in de jaren 80 en 90 gebouwd, het industrieterrein 't Heen en de nieuwbouwwijk Park-Rijnsoever.
Rijnsoever was voor de aanbouw nog bollen- en boerenland en grondgebied van de gemeente Noordwijk, totdat het in de jaren zeventig door Katwijk werd geannexeerd en bebouwd. De Hoornes was een voormalige polder, de Hornespolder, tot 1 januari 1965.
Katwijk-Noord is gelegen tussen de Oude Rijn en het terrein van de ESTEC. De Hoornes bestaat voornamelijk uit na-oorlogse hoogbouw, de drie torenflats zijn het meest in het oog springend. Hiertegenover staat dat Rijnsoever een groene wijk is met veel grondgebonden woningen. 
Katwijk-Noord beschikt over een winkelcentrum genaamd 'HoornesPassage', voorheen 'Hoornesplein'. Ook is daar het (theater)zalencentrum Tripodia. Tripodia is overgenomen door de gemeente Katwijk op 1 januari 2016 en kreeg deels een andere bestemming. Tot 1 juli 2017 werd het beheerd door het Katwijkse Welzijnsbeheer en werd het zalencentrum nog verhuurd aan verenigingen, groepen en dergelijke, zodat de huurders niet van de een op andere dag op straat kwamen te staan. 
Tevens bij Katwijk-Noord behorend is industrieterrein 't Heen, dat ten oosten van de N206 ligt. Op het industrieterrein zijn een grote supermarkt, vele bedrijven, een loempiafabriek, twee visverwerkingsfabrieken en een aantal meubelzaken, kringloopwinkels en dergelijke te vinden. Ook de milieustraat van de gemeentes Katwijk en Noordwijk bevindt zich in 't Heen. Via 't Heen is er een fietsverbinding naar het noorden van Rijnsburg.
Het verenigingsleven in de dorpskern is veelzijdig. Katwijk-Noord beschikt over twee kerken van de Hervormde gemeente Katwijk aan Zee en qua sportaccommodaties is het de thuisbasis van diverse clubs als VV Katwijk en HC Catwijck. Een atletiekcomplex, een hockeyveld en een schietbaan zijn aangelegd op een voormalige vuilnisbelt. Dit project met de naam Sport op de stort is in 2011 voltooid. Op de oude atletiekbaan en omliggend gebied is nieuwe woonwijk gebouwd met de naam Park Rijnsoever (Rijnsoever-Noord). Bestaande uit 435 woningen: appartementen, urban villa's, rijwoningen, twee-onder-één-kapwoningen, vrijstaande woningen en vrije kavels, in september 2011 zijn de eerste woningen opgeleverd.
Tafeltennisvereniging 'Rijnsoever', bevindt zich al jaren niet meer in Katwijk-Noord, maar in Katwijk aan den Rijn, tegenover een fitnesscentrum.
In 2018 diende de gemeente Katwijk een aanvraag in voor het aardgasvrij maken van de buurt Kalkoven, in het zuiden van de dorpskern, aan de noordoever van de Oude Rijn. Deelname aan het Programma Aardgasvrije Wijken (PAW) werd toegewezen, waardoor Katwijk een van de eerste gemeentes werd die aan de proeftuin meedeed. 

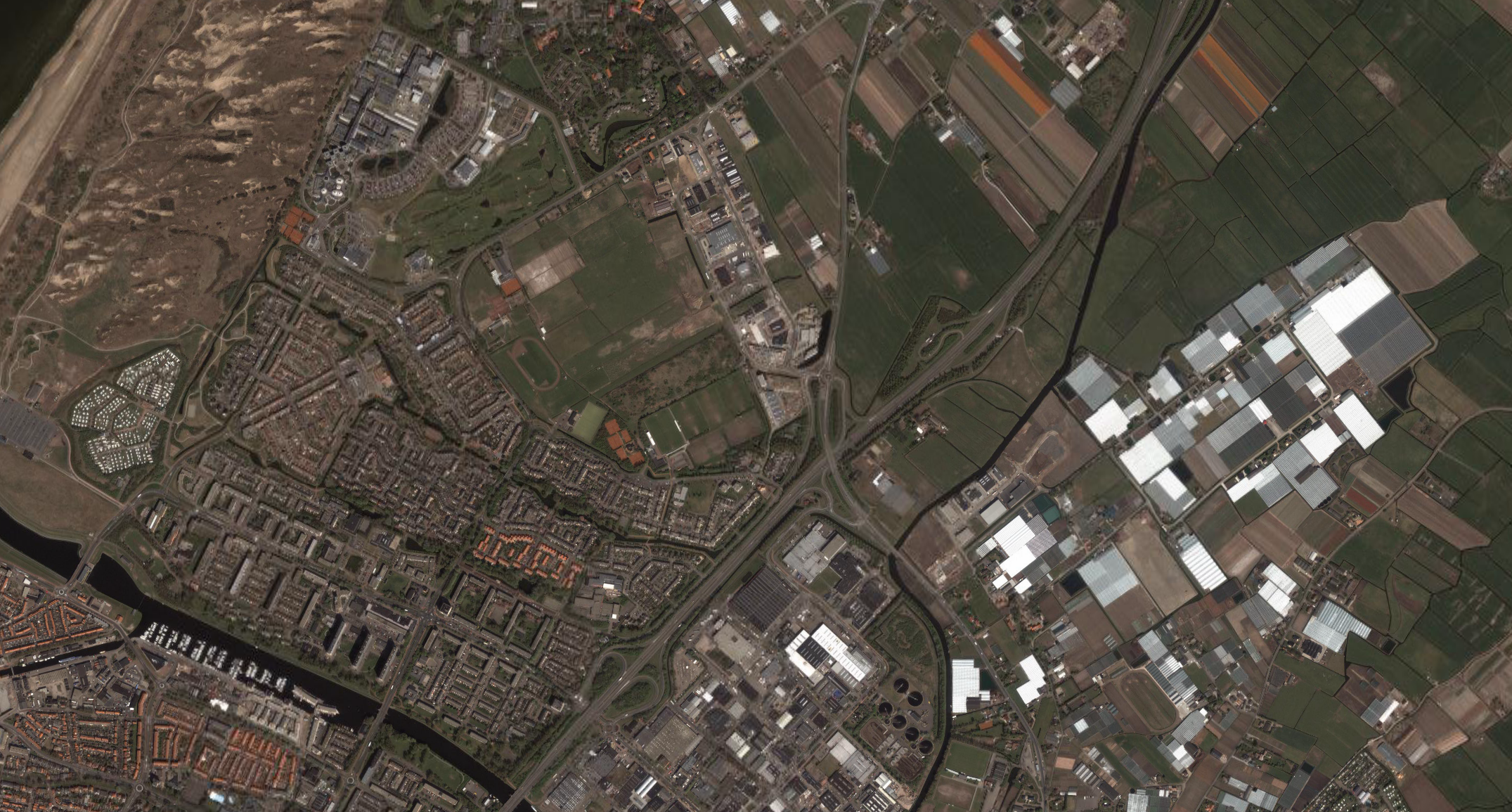
Katwijk-Noord, boven de Rijn gelegen, met aan de linkerkant de Noordduinen en aan de rechterkant industrieterrein 't Heen. Links bovenin is de ESTEC, het onderzoekscentrum van de ESA, te zien. De nieuwe wijk Park-Rijnsoever is op deze foto nog niet aanwezig.
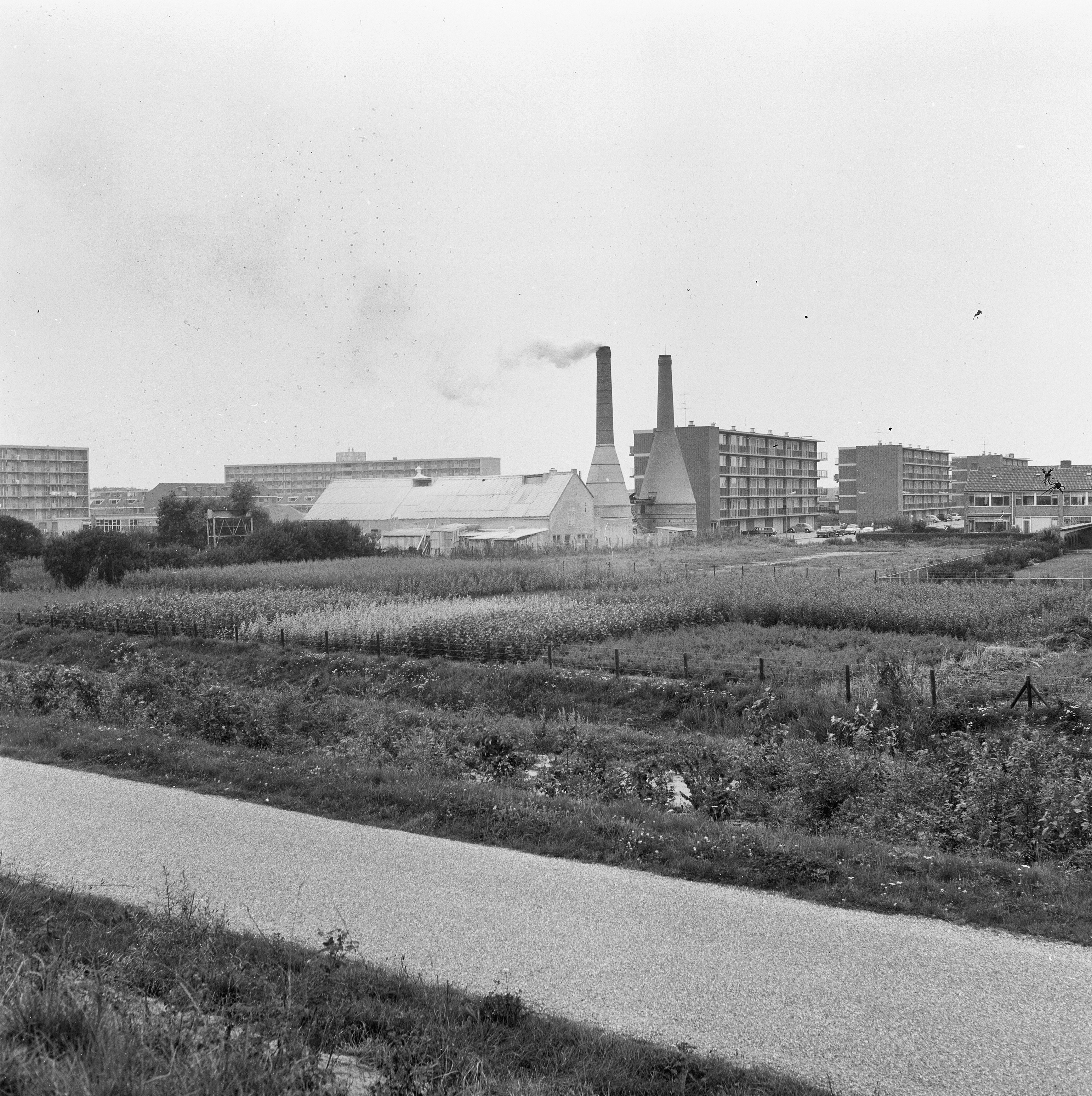
Hoornes/Kalkoven, foto genomen in 1970. Foto van Rijksdienst voor het Cultureel Erfgoed.
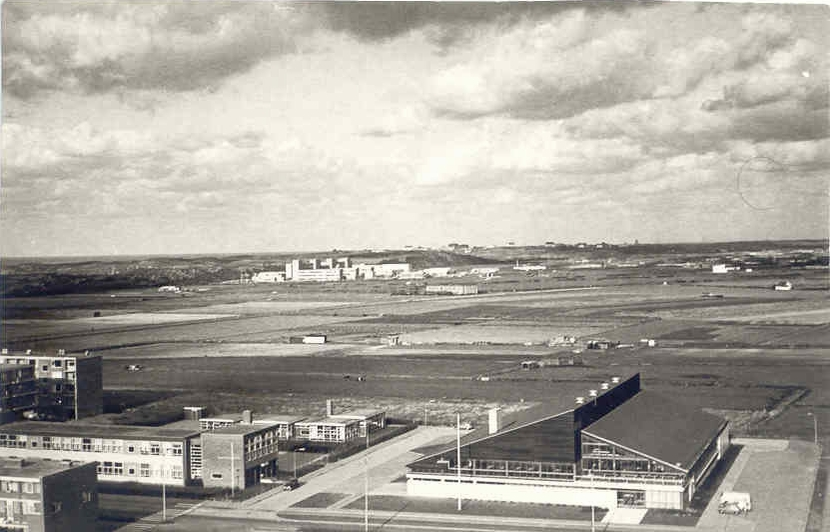
Hoornes voor de aanbouw van Rijnsoever. Genomen in 1968 vanaf een van de drie in aanbouw zijnde 'torenflats', de Colijnstraat. Ook op de foto, het gebouw met het schuine dak, een voormalig naaiatelier van C&A, Canda/Interface Fashion. Foto: Cees van der Niet
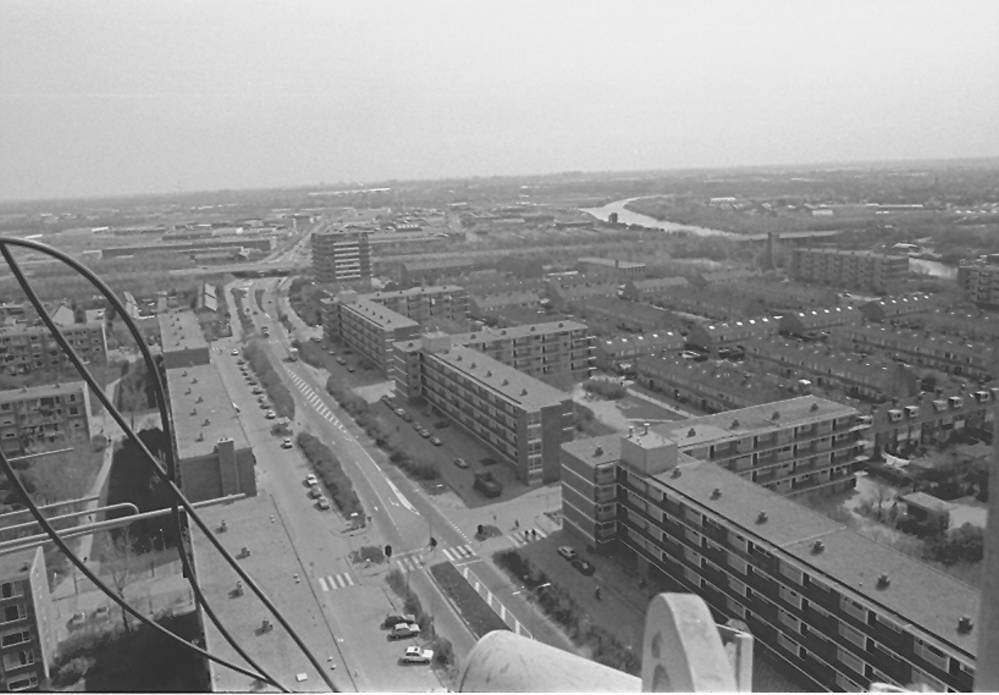
Uitzicht vanuit de voormalige mast op de Rijnflat, 58 m hoogte op Katwijk-Noord (oost) (Hoornes-oost), 02-02-1981. Foto: Cees van der Niet
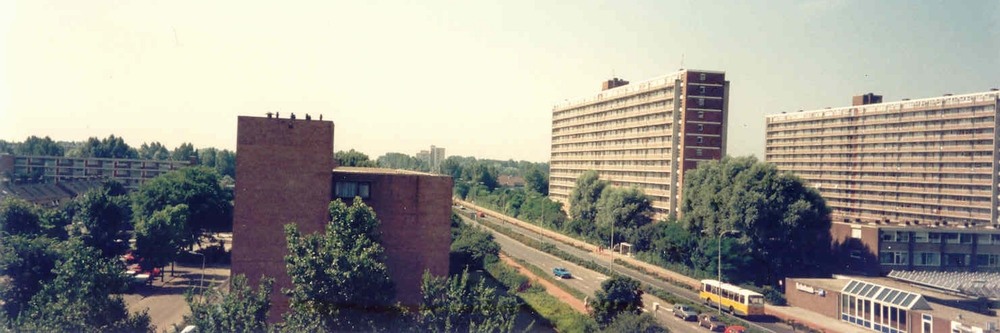
Panorama vanuit de "Rijnflat" op een deel van de toenmalige Hoornes (1995), waaronder twee van de drie 'torenflats'.
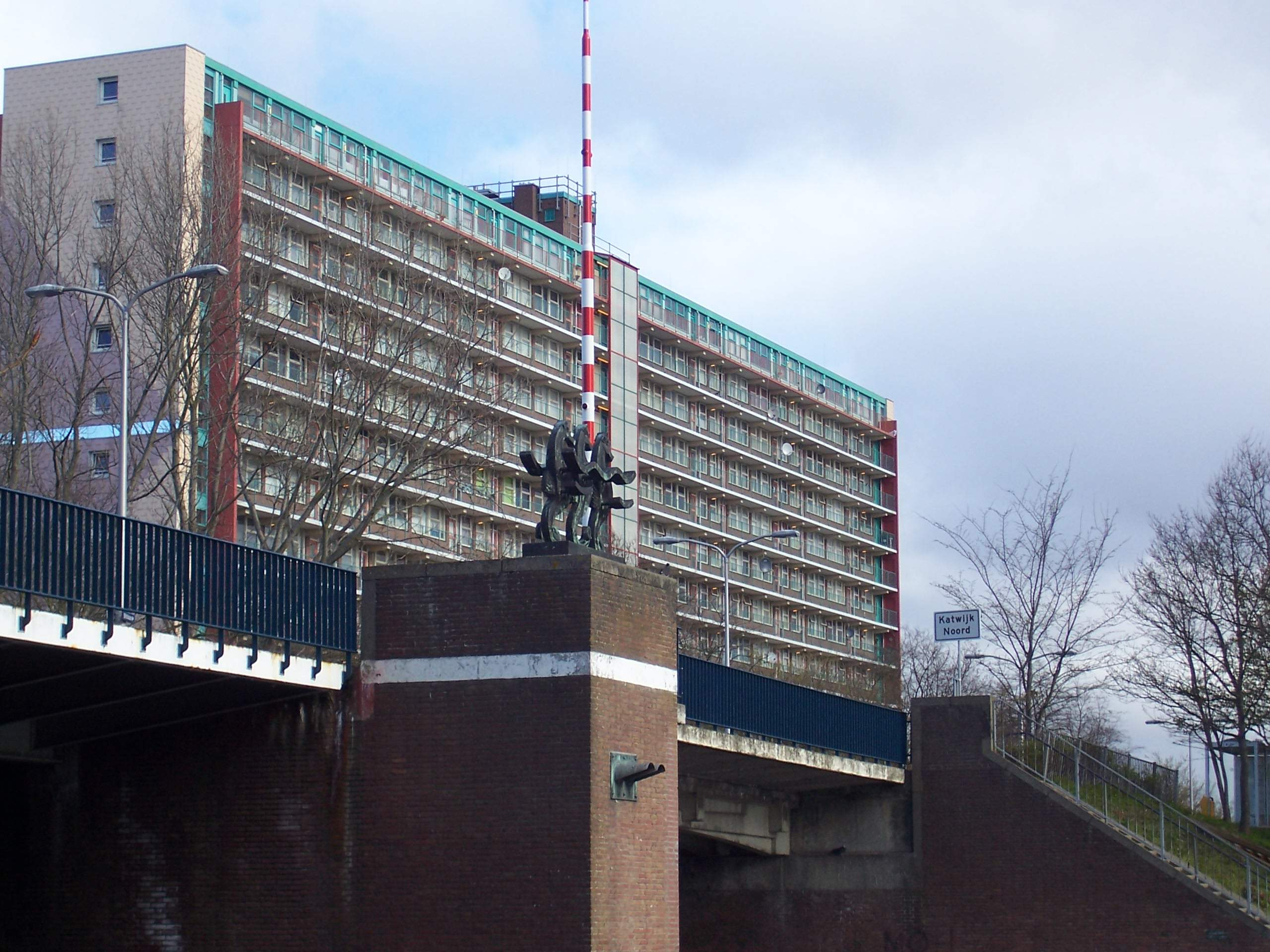
De Julianabrug met Zeepaardjes van A. Stauthamer en een 'torenflat' op de achtergrond. Hier aan het eind van de brug, begint Katwijk-Noord (vanuit het midden van Katwijk, aan de zuidkant). Zie wit bordje met Katwijk Noord (zonder tussenstreepje) op de uitvergrote foto.